# 23h58
Pour plus de détails, voir Fiche technique et Distribution.
23h58 est un film français réalisé par Pierre-William Glenn et sorti en 1993.

## Synopsis
L'histoire d'un braquage pendant la course des 24 heures du Mans moto: deux anciens pilotes volent la recette en s'inspirant de L'Ultime Razzia de Stanley Kubrick. Le policier qui mène l'enquête, est lui-aussi ancien coureur, et fait le rapprochement avec le mode opératoire utilisé dans le film.

## Fiche technique
- Titre alternatif : 23 Heures 58
- Réalisation : Pierre-William Glenn
- Assistants réalisateur : Olivier Péray, Sandrine Ray, Vincent Glenn et Alain-Michel Blanc
- Scénario : Pierre-William Glenn, Frederick Leroy, Edith Vergne
- Costumes : Magali Guidasci
- Photographie : Jean-Claude Vicquery
- Musique : Laurent Cugny
- Montage : Anita Pérez
- Lieu de tournage : Le Mans
- Pays :  France
- Genre : policier
- Durée : 84 minutes
- Date de sortie : 
  - France - 30 octobre 1993

## Distribution
- Jean-François Stévenin : Bernard
- Jean-Pierre Malo : Commissaire Steve Morin
- Gérald Garnier : Thierry
- Yann Epstein : Inspecteur Jean-Marie
- Kader Boukhanef : Momo Ben Saïd
- Amélie Glenn : Florence Barrois
- Sophie Tellier : Didi
- Isabelle Maltese : Inspecteur Bertrand
- Pierre-Octave Arrighi : Inspecteur Mathieu

## Distinctions
- Prix spécial du jury lors du Courmayeur Noir in Festival.